# Parosmia
Parosmia é uma disfunção qualitativa associada à detecção de cheiros que é caracterizada pela inabilidade do cérebro de identificar devidamente o odor "natural" de um cheiro.  Em vez disso, o odor natural é transcrito no que é mais frequentemente descrito como um aroma desagradável, tipicamente relacionado a algo queimado, podre, fecal ou químico.
Em raros casos há relatos de odores agradáveis, mais especificamente chamados de euosmia.

### Classificação
A Parosmia pode ser diviida em dois tipos: central e periférica. O primeiro é comum ocorrer durante a gravidez ou no período pré-menstrual. Enquanto que o último está relacionado com algum tipo de anormalidade funcional no nariz, seios nasais e faringe.
1. ↑  Landis, B. N.; and Hummel, T. (1 de janeiro de 2006). «Euosmia: A rare form of parosmia». Acta Oto-Laryngologica (1): 101–103. ISSN 0001-6489. PMID 16308262. doi:10.1080/00016480510043954. Consultado em 4 de junho de 2025 |nome2= sem |sobrenome2= em Authors list (ajuda)
2. ↑  Zilstorff, K.; and Herbild, O. (1 de janeiro de 1978). «Parosmia». Acta Oto-Laryngologica (sup360): 40–41. ISSN 0001-6489. doi:10.3109/00016487809123466. Consultado em 4 de junho de 2025